# CarMe
CarMe（カーミー）は、2014年に開設された日本の自動車総合ポータルサイト。
株式会社アイアンドシー・クルーズが開設。2017年より株式会社ファブリカコミュニケーションズが運営。

## 概要
自動車総合ポータルサイト。「カーライフを楽しむ全ての人に」をテーマに開設。自動車WEBマガジンの他に中古車検索、中古車買取、自動車保険に関する情報サイトを掲載している。

## 沿革
- 2014年（平成26年）8月 - 自動車WEBマガジン「CarMe」開設[1]
- 2016年（平成26年）10月 - カスタムやチューニングに特化したスピンオフサイト「カスタムCarMe（カスカミ）」開設[3]
- 2017年（平成29年）7月 - アイアンドシー・クルーズからファブリカコミュニケーションズに事業譲渡[2]
- 2019年（平成31年）2月 - 中古車情報サイト「CarMe中古車」開設[4]
- 2020年（令和2年）1月 - YouTubeチャンネル「CARPRIME」運営開始[5]
- 2020年（令和2年）8月 - 自動車保険情報ポータルサイト「CarMe自動車保険」開設[6]

## サービス
- 自動車WEBマガジン
- 中古車検索
- 中古車、廃車、事故車買取
- 自動車保険